# Oratorio di Sant'Antonio Abate (Prato)
L'oratorio di Sant'Antonio abate è un luogo di culto cattolico di Prato, situato in piazza Sant'Antonino.

## Storia e descrizione

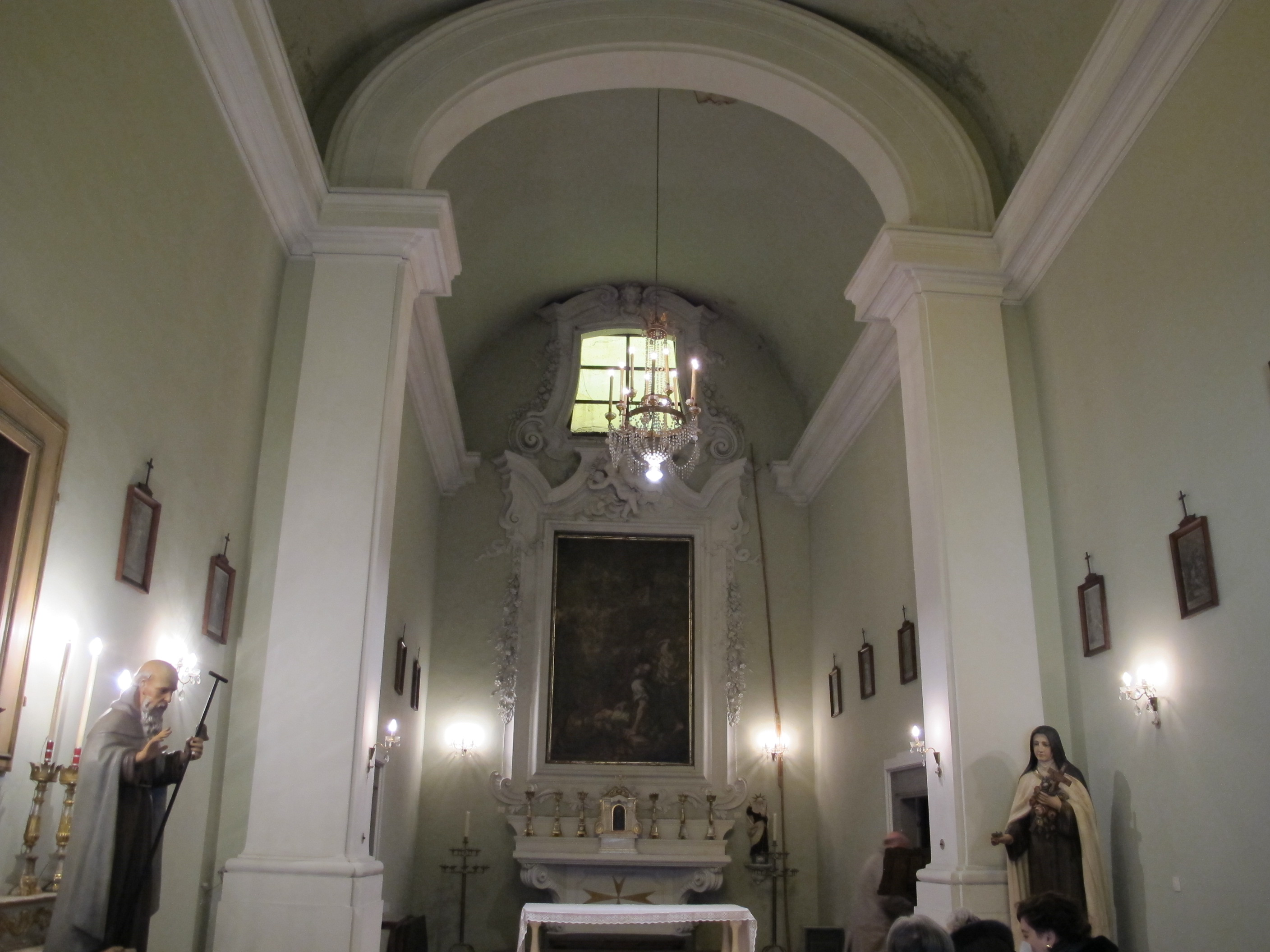
L'interno dell'oratorio

L'oratorio sorge su un più antico luogo di culto di origine medievale. Fu edificato dai Ginori a fine Quattrocento come sede dei cavalieri di Malta, venne successivamente trasformato nel Settecento. Nel XIX secolo accolse la Compagnia degli Innocenti e quella di Sant'Antonio. Fa parte del complesso monumentale della Chiesa di San Francesco (Prato).
Davanti all'oratorio, nel giorno della festività del santo (il 17 gennaio), vengono benedetti gli animali domestici presenti e distribuiti, come da antica tradizione, i panini benedetti di Sant'Antonio. Non si conosce l’origine della relazione tra i panini e la festa del Santo, ma si racconta che un tempo venivano dati in pasto anche agli animali con l’auspicio che ciò potesse curarli dalle malattie. Il pane ricorre in due momenti della vita del santo: il primo è narrato nella Vita Sancti Pauli primi eremitae scritta da san Girolamo negli anni 375-377. Vi si narra l'incontro, nel deserto della Tebaide, di Antonio con il più anziano Paolo di Tebe. Il resoconto dei rapporti tra i due santi (con l'episodio del corvo che porta loro un pane, affinché si sfamino, sino alla sepoltura del vecchissimo Paolo per opera di Antonio) vennero poi ripresi anche nei resoconti medievali della vita dei santi, in primo luogo nella celebre Legenda Aurea di Jacopo da Varazze. Il secondo è quando Antonio si spostò verso il Mar Rosso sul monte Pispir dove esisteva una fortezza romana abbandonata, con una fonte di acqua. Era il 285 e rimase in questo luogo per 20 anni, nutrendosi solo con il pane che gli veniva calato due volte all'anno. In questo luogo egli proseguì la sua ricerca di totale purificazione, pur essendo aspramente tormentato, secondo la leggenda, dal demonio.
Con il tempo molte persone vollero stare vicino a lui e, abbattute le mura del fortino, liberarono Antonio dal suo rifugio. Antonio allora si dedicò a lenire i sofferenti operando, secondo tradizione, "guarigioni" e "liberazioni dal demonio". È probabile quindi che i panini benedetti traggano la loro origine da questo fondamentale elemento della vita del santo.
L'edificio ha la porta ornata da una copia della lunetta di Andrea della Robbia con Sant'Antonio (l'originale è conservata nel Museo civico di Palazzo Pretorio). L'unitario interno del primo Settecento, con copertura a botte, conserva un elegante altare in stucchi che reca una tela di Pietro Marchesini con la Predica di sant'Antonio, firmata e datata 1727, e un Crocifisso ligneo appartenuto a Margherita Biscacchi, terziaria dell'Ordine di Malta, morta nel 1693 in concetto di santità e qui sepolta.